# Плаштаница скопског митрополита Јована
Плаштаница скопског митрополита Јована једна је од најстаријих и најлепших сачуваних српских плаштаница, која се за разлику од других средњовековних плаштаница, састоји из два дела: средишњег и накнадно додате широке траке која је уоквирује са свих страна.
Везена плаштаница скопског митрополита Јована из 1346—1348. године не само да је најстарија сачувана плаштаница у српској уметности, већ и јединствено дело по лепоти и исказаној богословској учености. 
У њеном средишту приказано је Полагање Христа у гроб, а око те сцене распоређени су четрнаест Великих празника и Служење Свете литургије, у којем, уз највеће црквене учитеље, учествује и митрополит Јован, који држи свитак с почетним речима заамвоне молитве. 

## Историјат
Плаштаница скопског митрополита Јована настала је око 1346—1348. године.
Габријел Мије, наводи података да је цар Душан, који је између децембра 1347. и априла 1348. године посетио Хиландар са собом донео и дарове, па се претпоставља да је тада донео и плаштаницу митрополита Јована.
Л. Мирковић сматра да је Јован даровао плаштаницу својој резиденцији Богородици Тројеручици у Скопљу, што је вероватније, а да је, када су њу 1392. до темеља разориле Османлије, монаси склонили у Хиландар
По мишљењу В. Ј. Ђурића, не зна се када је плаштаница доспела у Хиландар.
Габријел Мије делимично је описао хиландарску плаштаницу, сврставши је у групу коју чине: 
- охридска плаштаница византијског цара Андроника II Палеолога (1282–1328) и плаштаница из манастира Бачкова, које се чувају у Народном музеју у Софији,
- плаштанице из Музеја цркве Светог Марка у Венецији и Музеја Викторије и Алберта у Лондону.[6]

## Опис плаштанице
Средишњи део плаштанице везен је на црвеном дамасту (атласу) позлаћеном и посребреном жицом и концем. У средини плаштанице је натпис (са речима из погребног икоса који се завршава са алилуја):
Христос лежи на каменој плочи, испод које су, као на небу, три пара престола (анђеоских чинова) са по два спојена круга и крилима, украшена ситним црвеним везом. Христово лице везено је концем боје слонове кости. Дуга коса и брада извезене су концем у две боје: светлокестењастим и тамнокестењастим. Христове очи су затворене. На Христовим грудима су извезене кестењасте и зелене линије. Исте боје су и ивице око руку и прстију. Руке и ноге су извезене концем боје слонове кости. Ране на рукамаи ногама од клинаца којима су оне биле прободене приликом распећа су црвене. Доња ивица десне ноге и тела везена је концем кестењасте, а горња ивица концем зелене боје. Црно платно (перизома) на Хритовим бедрима извезено је дебелом жицом, док су набори извезени златном жицом.
Ивица Христовог нимба, као и ивице крста у њему, украшена је белим концем, којим није везено на дамасту, већ је конац причвршћен за дамаст и ушивен. Крстасти нимб извезен је златном жицом, бодом рибље кости. Крст је украшен везеним кружићима плаве, црвене и зелене боје, с три нешто
већа квадратића. Површина нимба између кракова крста извезна је златном жицом. 
Доња ивица, испод многооких херувима, извезена је тамнозеленом жицом, а изнад Христа тамноплавом. 
Изнад Христове главе и руку приказана су два анђела у лету и поред њих је натпис. Они плачу и у рукама држе платно за брисање суза. Анђели припадају небу. Лице им је извезено концем боје слонове кости, а коса светлокестењастим концем. Њихова крила и одећа везени су златном жицом; набори су код првог изведени тамнозеленим, а код другог тамноплавим концем.
У четири угла средњег дела плаштанице (у облику четвртине круга) извезени су симболи јеванђелиста са јеванђељем у рукама. Из сегмента неба, чије су ивице везене сребрном жицом, излазе зраци. Ореоли симбола јеванђелиста везени су златном жицом, као и јеванђеља, која су украшена концима зелене и црвене боје.
Испод Спаситељевог тела, камене плоче и многооких херувима златом је извезен текст: речи песме која се пева на Светој литургији и на вечерњи на Велики петак. На доњој ивици плаштанице налази се посветни запис митрополита Јована: док Цар спит почиње на доњој ивици плаштанице, па се наставља на десној ивици.
На накнадно додатој дамастној траци, сачињеној од четири дела која уоквиравају средишњи део плаштанице, приказана су два шестокрила серафима, Велики празници, међу којима су и два Богородичина (Рођење и Успење), и Служење Свете литургије. 
С десне стране плаштанице на широкој траци додатој централном делу представљене су четири композиције: Улазак у Јерусалим (Цвети), Распеће Христово, Мироносице на гробу Христовом и Силазак Светог Духа на апостоле.
На доњем делу широке траке додате централном делу плаштанице налазе се три композиције: Рођење Богородице, Служење Свете литургије и Успење Богородице. Сцене два Богородичина празника, захваљујући простору на траци, двоструко су већих димензија од Великих празника посвећених Христу.
У левом доњем делу представљено је Рођење Богородице која је обучена у одећу везену позлаћеном жицом, а седи на постељи везеној сребрном жицом и плавим концем. 
У доњем десном углу траке додате централном делу плаштанице приказано је Успење Богородичино. Богородица је обучена у хаљину извезену златном жицом. 
У средини доњег дела додате траке приказано је Служење Свете литургије.

## Карактеристике
Плаштаница скопског митрополита Јована разликује се од неколико других српских плаштаница из средњег века по јединственој лепоти и исказаним богословским идејама. На њој су, поред композиције Надгробног ридања, приказани Велики празници и Служење Свете литургије. Уношењем последње композиције на плаштаницу дато је и тумачење о повезаности плаштанице са Светом литургијом и с Вели
ким входом.